# Sokolský dům (Vyškov)
Sokolský dům je budova organizace Sokol nacházející se v ulici Tyršova ve městě Vyškov. 
Původní budova byla postavena roku 1883 pro potřebu vyškovských Sokolů. Roku 1913 byla tato budova zbořena a na stejném místě postavena budova nová, která má již dnešní podobu. Budova byla postavena z důvodu financování a zabezpečení financí pro podporu sokolské jednoty ve Vyškově a hlavně měla zabezpečit provoz vedlejší budovy, tzv. Vaníčkovy, v níž byla a stále je tělocvična. 
Hlavní aktivitou Sokolského domu je provozování kina. První představení kina bylo uvedeno 15. prosince 1915. V době totalitního režimu budova postupně chátrala až byl její provoz v 90. letech úplně zastaven. Generální rekonstrukce proběhla začátkem roku 1994 s oficiálním otevřením 4. února 1994 tradičními sokolskými šibřinkami. Dnešní interiér budovy se zcela a zásadně změnil po rekonstrukčním, a nepříliš zdařilém zásahu. Úplně zmizel například balkón naproti jevišti,  je z něj udělána promítací kabina. Zajímavým osudem si prošly i  vitráže, které byly zachráněny a po dobu druhé světové války a komunistického režimu přetrvaly v rukou patriota. Zpět se vrátily až po rekonstrukci v 90. letech do levého přísálí.